# François de Coligny
François d'Andelot de Coligny (Châtillon-sur-Loing, 18 de abril de 1521 - Saintes, Charente-Maritime, 27 de mayo de 1569) fue un militar francés, uno de los líderes del protestantismo en su país durante las guerras de religión de Francia.

## Semblanza
François d'Andelot fue el primero de la familia Châtillon-Coligny en adoptar la reforma protestante, y fue uno de sus más celosos defensores. Es el fundador de la iglesia calvinista de Vitré que desde 1560 contó con un pastor residente.

### Guerras italianas
En 1543 d'Andelot recibió su bautismo de fuego en Picardía, junto con su hermano Gaspard. Poco después participó en las guerras italianas y se distinguió en la batalla de Cerisoles. El conde de Enghien lo nombró caballero en el campo de batalla. En 1547 fue nombrado Inspector General de Infantería y comandó las tropas enviadas a Escocia para apoyar los derechos dinásticos de María Estuardo. En 1551 estalló de nuevo la guerra en Italia, donde intervino en los combates para defender Parma, sitiada por las tropas de Carlos I de España. Fue capturado durante una salida de la ciudad en 1555, trasladado al castillo de Milán, permaneció prisionero allí hasta la tregua de Vaucelles en 1556.

### Conversión al protestantismo
Mientras permaneció en prisión leyó libros que le traían del exterior y que confirmaban las dudas en que le habían sumido sus conversaciones con algunos protestantes sobre la religión.
A su regreso a Francia, sustituyó a su hermano Gaspar, almirante de Coligny, como coronel general de las tropas francesas, cuando la guerra se declaró casi al mismo tiempo en España. Encargado de llevar socorro al almirante que defendía San Quintín, plaza fuerte en la que quedó cercado, contribuyó a prolongar el asedio y solo se rindió cuando, abrumado por el número de enemigos que entraban en la ciudad por las brechas abiertas en las murallas, se convenció de que cualquier resistencia habría sido inútil. Logró escapar del campamento español y se unió al ejército durante el sitio de Calais. Se comportó con tanta valentía, que Francisco de Guisa, que no sentía especial simpatía por la casa de Coligny, declaró, según Pierre de Brantôme (1540-1614), que para conquistar un reino, le bastaría tener a su cargo a d'Andelot, a Piero Strozzi y a Antoine d'Estrées.
También en 1558, cuando vino a inspeccionar las defensas de las costas de Bretaña, convocó a la nobleza de la provincia al castillo de la Bretesche (en las tierras de su esposa Claudine de Rieux) para escuchar a un pastor reformista. En pocas semanas, decenas de familias nobles bretonas de la Vilaine se convirtieron al protestantismo.
D'Andelot regresó a París, donde el duque de Guisa, celoso de su favor ante el rey Enrique II, lo perjudicó al informar sobre ciertos discursos que había pronunciado sobre religión. El rey lo mandó llamar y al recibir la confirmación montó en cólera, lo hizo arrestar y lo encerró en el castillo de Melun, donde permaneció hasta que el alguacil Anne de Montmorency, su tío, obtuvo su indulto. D'Andelot condujo a sus hermanos al partido de la reforma.

### Guerras de religión en Francia
Cuando estallaron las primeras guerras de religión en Francia, fue uno de los primeros en unirse a Luis, el príncipe de Condé, y fue designado líder de los protestantes, pero perdió su puesto de coronel general en favor del duque de Randari. Aunque sufría de fiebre, luchó en la batalla de Dreux en 1562. Al año siguiente, defendió Orleans durante el asedio de la ciudad por las tropas de Francisco de Guisa. El asedio se levantó tras el asesinato del duque.
La paz lo restituyó en su empleo pero, al estar enfermo, no pudo participar en el sitio del Havre (1563), donde católicos y protestantes unieron sus fuerzas contra las tropas inglesas.
D'Andelot es considerado, junto con Luis de Condé, el almirante de Coligny y Guyonne XVIII de Laval, como uno de los instigadores en 1567 de la "sorpresa de Meaux", un intento fallido de los hugonotes para secuestrar al rey Carlos IX y a la reina madre Catalina de Médici.
Los protestantes tomaron las armas de nuevo, y François d'Andelot estuvo a cargo de un regimiento durante el sitio de Chartres de 1568, dirigido por Condé. Posteriormente se retiró a sus tierras de Bretaña, pero como tenía poca confianza en la palabra de la reina, levantó tropas a cuya cabeza se dirigió desde Vitré a Anjou, cuando vio que la guerra estaba a punto de comenzar de nuevo. Cruzó el río Loira, entró en Saintonge, capturó varias ciudades y se vio envuelto en la batalla de Jarnac, donde recogió los restos del ejército protestante antes de retirarse a Saintes. Allí fue atacado por una fiebre violenta, de la que murió el día  27 de mayo de 1569. Los protestantes atribuyeron su muerte a un envenenamiento. Las palabras del canciller de Birague (1506-1583), quien dijo que esta guerra terminará no con armas, sino con cocineros, son el origen de estas sospechas.
D'Andelot, capitán valiente y hábil, no tenía ni la prudencia ni la moderación de su hermano el almirante, con quien, sin embargo, vivió siempre muy unido.
En el volumen 16 de las "Vidas de los hombres ilustres de Francia", se encuentra la de d'Andelot, escrita por el abad Gabriel-Louis Pérau (1700-1767).